# Dalatiidae

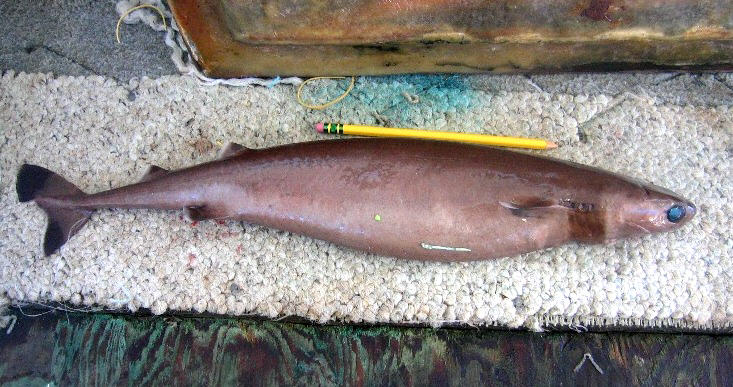
Isistius brasiliensis.

Dalatiidae é uma família de tubarões da ordem dos Squaliformes, geralmente conhecidos por esqualos ou gatas-lixa (nome comum que em geral refere a espécie Dalatias licha). Os membros desta famílias são pequenos tubarões, com menos de 2 m de comprimento, com distribuição cosmopolita. Apresentam corpos fusiformes, de secção cilíndrica, com cabeças estreitas e focinho achatado. Diversas espécies deste taxon apresentam fotóforos especializados, emitindo uma bioluminescência que ajuda a dissimular a sua presença quando vistos contra a superfície ilumindada do oceano.

## Géneros e espécies
- Dalatias Rafinesque, 1810
  - Dalatias licha (Bonnaterre, 1788) (gata-lixa)
- Euprotomicroides Hulley and M. J. Penrith, 1966
  - Euprotomicroides zantedeschia Hulley and M. J. Penrith, 1966
- Euprotomicrus T. N. Gill, 1865
  - Euprotomicrus bispinatus (Quoy & Gaimard, 1824) (tubarão-pigmeu)
- Heteroscymnoides Fowler, 1934
  - Heteroscymnoides marleyi Fowler, 1934
- Isistius T. N. Gill, 1865
  - Isistius brasiliensis (Quoy & Gaimard, 1824)
  - Isistius labialis Q. W. Meng, Zhu & S. Li, 1985
  - Isistius plutodus Garrick & S. Springer, 1964
- Mollisquama Dolganov, 1984
  - Mollisquama parini Dolganov, 1984
- Somniosus
  - Somniosus microcephalus  Bloch & Schneider, 1801
- Squaliolus H. M. Smith  and Radcliffe, 1912
  - Squaliolus aliae Teng, 1959
  - Squaliolus laticaudus H. M. Smith  and Radcliffe, 1912